# Pageležiai

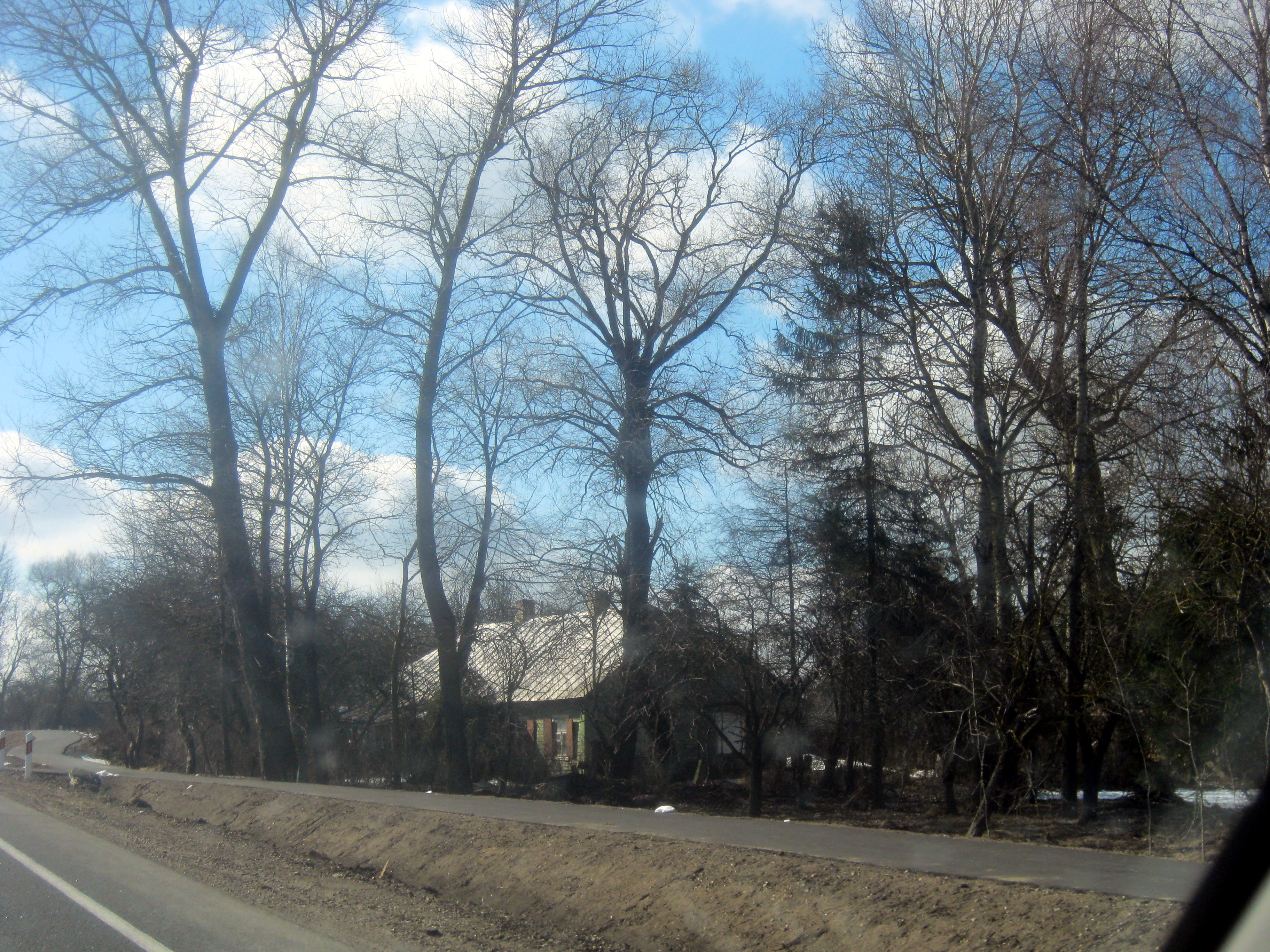

Pageležiai (Pagelažiai) ist ein Dorf mit 117 Einwohnern (2001) in Litauen, im Amtsbezirk Vepriai, in der Rajongemeinde Ukmergė, umseits der Fernstraße A6 (Kaunas–Zarasai–Daugavpils), an der Geležė (rechter Nebenfluss der Šventoji), in der Mitte von Ukmergė und Jonava. Es gibt eine Abteilung für Grundschulbildung der Mittelschule Vepriai, nicht funktionierende Eisenbahnstraße. 
Anfang des 20. Jahrhunderts wurde eine Pferdepost-Station an der Straße Kaunas–Zarasai gebaut. 1959  gab es 209 Einwohner.